# Herbert Witt
Herbert Witt (* 29. Oktober 1900 in Birkenstein, einem heute nicht mehr vorhandenen Dorf im Landkreis Tilsit-Ragnit, Ostpreußen; † 30. Januar 1980 in München) war ein deutscher Drehbuchautor.
Der Sohn eines ostpreußischen Gutsbesitzers gab 19-jährig sein Debüt als Theaterschauspieler. Er trat unter anderem in Frankfurt am Main, Dresden und Berlin auf, wo er zuletzt am Steglitzer Schauspielhaus auf der Bühne stand.
Ab 1932 fertigte er Manuskripte für kabarettistische Theater- und Rundfunkdarbietungen. Seit 1942 wurden seine Drehbücher verfilmt. Anfangs arbeitete Witt besonders mit Regisseur Harald Braun zusammen. Nach dem Krieg setzte er seine Arbeit für den Film fort. Unter anderem zeichneten Helmut Käutner (Königskinder, 1950) und Kurt Hoffmann (Feuerwerk, 1954) für die Inszenierung seiner Entwürfe verantwortlich. Nach dem Ende des Weltkriegs II. war er einer der vier Hausautoren (gemeinsam mit Axel von Ambesser, Erich Kästner und Hellmuth Krüger) des berühmten Münchner Nachkriegskabaretts „Die Schaubude“.
Witts Drehbücher zeichnen sich durchweg durch einen sorgfältig durchdachten Handlungsablauf aus, sie zeigen aber auch exemplarisch den Stil der bieder-getragenen Kinounterhaltung ihrer Zeit mit Vermeidung brisanter Thematik. Ende der 50er Jahre zog er sich vom Film zurück.

## Filmografie
- 1942: Hab mich lieb!
- 1944: Träumerei
- 1944: Ich hab’ von dir geträumt
- 1944: Die Frau meiner Träume
- 1947: Zwischen gestern und morgen
- 1950: Königskinder
- 1950: Der fallende Stern
- 1952: Herz der Welt
- 1952: Vater braucht eine Frau
- 1953: Fanfaren der Ehe
- 1954: Feuerwerk
- 1954: Glückliche Reise
- 1955: Der letzte Mann
- 1957: Eine Frau, die weiß, was sie will
- 1958: Mein ganzes Herz ist voll Musik